# عبدالله زکی شیرازی
شرف‌الدین عبدالله زکی شیرازی (؟ - ۱۲۷۸م) آموزگار، عارف و شاعر رباعی‌سرای ایرانی در سدهٔ هفتم هجری/ سیزدهم میلادی بود.

## زندگی
عبدالله بن ابوتراب زکی شیرازی در سالی نامعلوم در بوشکان، در نزدیکی کازرون زاده شد. نسب‌نامهٔ او عبدالله بن ابی تراب بهرام بن زکی بن عبدالله بن یقظان بنجیری است. از استادان روزگار خود بود و ناصرالدین بیضاوی و قطب‌الدین شیرازی از شاگردانش بودند؛ قانون بوعلی سینا را در شیراز درس می‌داد. در شعر، به رباعی گرایید و در عرفان از بزرگان فارس شمرده می‌شود.
زکی شیرازی در سال ۶۷۷ق/ ۱۲۷۸م در شیراز درگذشت در صفه جنوبی مدرسه بنجیر به خاک سپرده شد.
ماده‌تاریخ آن از نظمی تبریزی:
| نادر العصر زکی، تا ز جهان |  | رفت با آن هنر و ممتازی |
| همه گفتند پی تاریخش:      |  | آه حیف از زکی شیرازی   |